# 犹太女人玛利亚

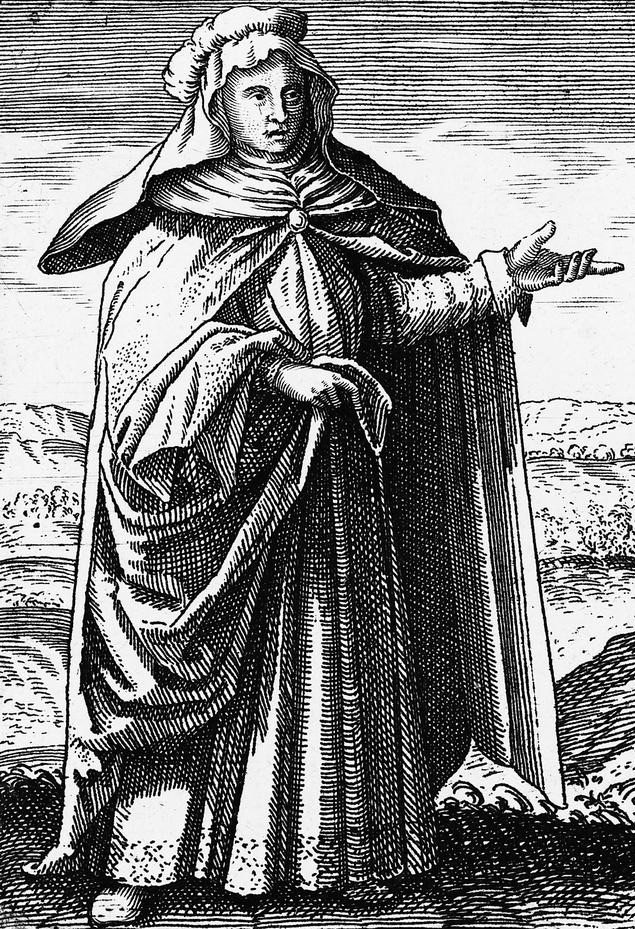
犹太女人玛利亚

犹太女人玛利亚是古希腊时期生活在亞歷山卓的一名女煉金術士。约活动于前3世纪到前2世纪间。她发明了数种煉金術仪器及技术，被誉为西方煉金術的奠基人之一。